# Vranje Selo
Vranje Selo (en italien : Vragnasella ou Vernisello) est une localité de Croatie située en Istrie, dans la municipalité de Vižinada, dans le comitat d'Istrie. En 2001, la localité comptait 54 habitants.

## Démographie
| 1948 | 1953 | 1961 | 1971 | 1981 | 1991 | 2001 |
| ---- | ---- | ---- | ---- | ---- | ---- | ---- |
| 170  | 136  | 121  | 95   | 87   | 77   | 54   |